# رنگ‌ها (فیلم ۱۹۸۸)
رنگ‌ها (به انگلیسی: Colors) یک فیلم سینمایی آمریکایی در ژانر جنایی و اکشن محصول سال ۱۹۸۸ با بازی شان پن و رابرت دووال و به کارگردانی دنیس هاپر است.

## باکس آفیس
این فیلم در اکران داخلی خود بیش از ۴۶ میلیون دلار فروش آمریکایی داشت.